# Pradoxa gorii
Pradoxa gorii es una especie de molusco gasterópodo marino de la familia Muricidae en el orden de los Neogastropoda.

## Distribución geográfica
Es endémica de la isla de Santo Tomé (Santo Tomé y Príncipe).